# Bela Vista (Lahane Ocidental)
Bela Vista (port. für „schöne Aussicht“, auch Belavista) ist eine osttimoresische Aldeia. Sie liegt im Nordosten des Sucos Lahane Ocidental (Verwaltungsamt Vera Cruz, Gemeinde Dili). In Bela Vista leben 268 Menschen (2015).

## Lage und Einrichtungen
Die Westgrenze von Bela Vista zu den Aldeias Teca Hudi Laran, Care Laran und Correio bildet die Rua de Lahane. Sobald sie zur Rua do Palácio Nobre wird, bildet sie die Südgrenze zur Aldeia Ainitas Hun. Dann durchquert die Rua do Palácio Nobre Bela Vista und zeichnet als Rua de Marabia und Rua 10 de Junho eine Schleife, die im Groben die Grenze zum Suco Lahane Oriental im Norden und Osten nachzeichnet.
In Bela Vista befindet sich der Palácio de Lahane.